# John Arbour
John Gilbert Arbour (né le 28 septembre 1945 à Niagara Falls, dans la province de l'Ontario au Canada) est un joueur professionnel de hockey sur glace. Il a joué en Amérique du Nord en tant que professionnel pendant une dizaine de saisons, jouant à la fois dans la Ligue nationale de hockey que dans l'Association mondiale de hockey,.

## Carrière

### Carrière dans LNH
Arbour commence sa carrière en jouant dans l'Association de hockey de l'Ontario - aujourd'hui la Ligue de hockey de l'Ontario - avec l'équipe de sa ville natale, les Flyers de Niagara Falls en 1962. Il joue en ligue junior mais également avec les Blazers d'Oklahoma City de la Ligue centrale professionnelle de hockey. En 1965, il remporte la Coupe Memorial avec les Flyers et l'année suivante il fait ses débuts dans la Ligue nationale de hockey pour les Bruins de Boston. Il joue six matchs avec les Bruins, six matchs répartis sur plusieurs saisons avant de rejoindre les Penguins de Pittsburgh pour la saison 1968-1969. Encore une fois, il est peu utilisé par l'équipe.
Lors de la saison suivante, il quitte les Penguins et rejoint les Canucks de Vancouver qui n'ont pas encore rejoint la LNH mais évolue dans une ligue mineure, la Western Hockey League. Il est un des six joueurs à rester avec la franchise lorsque celle-ci rejoint la LNH en 1970-1971.
Son rôle dans l'équipe est encore une fois moindre et au cours de cette saison, il rejoint les Blues de Saint-Louis où il joue une cinquantaine de matchs.

### Carrière dans l'AMH
Ne parvenant pas à trouver sa place dans la LNH, il rejoint en 1972-1973 la nouvelle ligue de hockey professionnelle d'Amérique du Nord, l'Association mondiale de hockey. Au cours des quatre saisons qui vont suivre, il va s'établir comme un des défenseurs cadre des Fighting Saints du Minnesota.
Il rejoint les Civics d'Ottawa au début de la saison 1975-1976 mais à la suite de la dissolution de l'équipe, il retourne jouer pour Minnesota pour sa dernière saison en 1976-1977. Il commence donc sa dernière saison avec les Fighting Saints avant de jouer la fin avec les Cowboys de Calgary.

## Statistiques
| Saison     | Équipe                       | Ligue       |     | Saison régulière | Saison régulière | Saison régulière | Saison régulière | Saison régulière |   | Séries éliminatoires | Séries éliminatoires | Séries éliminatoires | Séries éliminatoires | Séries éliminatoires |
| Saison     | Équipe                       | Ligue       | PJ  | B                | A                | Pts              | Pun              | PJ               | B | A                    | Pts                  | Pun                  |                      |                      |
| 1962-1963  | Flyers de Niagara Falls      | OHA-Jr.     | 47  | 1                | 5                | 6                | 27               | 8                | 1 | 0                    | 1                    | 0                    |                      |                      |
| 1963       | Flyers de Niagara Falls      | C. Memorial | 16  | 0                | 1                | 1                | 12               | -                | - | -                    | -                    | -                    |                      |                      |
| 1963-1964  | Flyers de Niagara Falls      | OHA-Jr.     | 56  | 12               | 6                | 18               | 94               | 4                | 0 | 1                    | 1                    | 12                   |                      |                      |
| 1964-1965  | Flyers de Niagara Falls      | OHA-Jr.     | -   | -                | -                | -                | -                | 11               | 0 | 6                    | 6                    | 40                   |                      |                      |
| 1965       | Flyers de Niagara Falls      | C. Memorial | 13  | 2                | 7                | 9                | 33               | -                | - | -                    | -                    | -                    |                      |                      |
| 1965-1966  | Flyers de Niagara Falls      | OHA-Jr.     | 47  | 13               | 31               | 44               | 196              | 6                | 2 | 4                    | 6                    | 14                   |                      |                      |
| 1965-1966  | Bruins de Boston             | LNH         | 2   | 0                | 0                | 0                | 0                | -                | - | -                    | -                    | -                    |                      |                      |
| 1965-1966  | Blazers d'Oklahoma City      | LCPH        | 3   | 0                | 0                | 0                | 0                | 3                | 0 | 0                    | 0                    | 0                    |                      |                      |
| 1966-1967  | Blazers d'Oklahoma City      | LCPH        | 67  | 3                | 21               | 24               | 140              | 9                | 0 | 1                    | 1                    | 11                   |                      |                      |
| 1967-1968  | Bruins de Boston             | LNH         | 4   | 0                | 1                | 1                | 11               | -                | - | -                    | -                    | -                    |                      |                      |
| 1967-1968  | Blazers d'Oklahoma City      | LCPH        | 62  | 2                | 15               | 17               | 224              | 7                | 1 | 0                    | 1                    | 42                   |                      |                      |
| 1968-1969  | Penguins de Pittsburgh       | LNH         | 17  | 0                | 2                | 2                | 35               | -                | - | -                    | -                    | -                    |                      |                      |
| 1968-1969  | Clippers de Baltimore        | LAH         | 59  | 4                | 17               | 21               | 157              | 4                | 0 | 0                    | 0                    | 15                   |                      |                      |
| 1969-1970  | Canucks de Vancouver         | WHL         | 72  | 7                | 28               | 35               | 251              | 11               | 2 | 3                    | 5                    | 42                   |                      |                      |
| 1970-1971  | Canucks de Vancouver         | LNH         | 13  | 0                | 0                | 0                | 12               | -                | - | -                    | -                    | -                    |                      |                      |
| 1970-1971  | Blues de Saint-Louis         | LNH         | 53  | 1                | 6                | 7                | 81               | 5                | 0 | 0                    | 0                    | 0                    |                      |                      |
| 1971-1972  | Blues de Saint-Louis         | LNH         | 17  | 0                | 0                | 0                | 10               | -                | - | -                    | -                    | -                    |                      |                      |
| 1971-1972  | Spurs de Denver              | WHL         | 20  | 4                | 12               | 16               | 73               | -                | - | -                    | -                    | -                    |                      |                      |
| 1972-1973  | Fighting Saints du Minnesota | AMH         | 76  | 6                | 27               | 33               | 188              | 5                | 0 | 1                    | 1                    | 12                   |                      |                      |
| 1973-1974  | Fighting Saints du Minnesota | AMH         | 77  | 6                | 43               | 49               | 192              | 11               | 3 | 6                    | 9                    | 27                   |                      |                      |
| 1974-1975  | Fighting Saints du Minnesota | AMH         | 71  | 11               | 43               | 54               | 67               | 12               | 0 | 6                    | 6                    | 23                   |                      |                      |
| 1975-1976  | Civics d'Ottawa / de Denver  | AMH         | 34  | 2                | 13               | 15               | 49               | -                | - | -                    | -                    | -                    |                      |                      |
| 1975-1976  | Fighting Saints du Minnesota | AMH         | 7   | 0                | 4                | 4                | 14               |                  |   |                      |                      |                      |                      |                      |
| 1976-1977  | Fighting Saints du Minnesota | AMH         | 33  | 3                | 19               | 22               | 22               | -                | - | -                    | -                    | -                    |                      |                      |
| 1976-1977  | Cowboys de Calgary           | AMH         | 37  | 1                | 15               | 16               | 38               | -                | - | -                    | -                    | -                    |                      |                      |
| Totaux AMH | Totaux AMH                   | Totaux AMH  | 106 | 1                | 9                | 10               | 149              | 5                | 0 | 0                    | 0                    | 0                    |                      |                      |
| Totaux LNH | Totaux LNH                   | Totaux LNH  | 335 | 30               | 164              | 194              | 568              | 29               | 3 | 15                   | 18                   | 72                   |                      |                      |